# 許冠傑
許冠傑（英語：Samuel "Sam" Hui Koon Kit，1948年9月6日—），香港創作男歌手、音樂製作人、電影監製和演員。他連同音樂家黎小田、顧嘉煇被視為粵語流行曲的奠基者，因此他亦有「歌神」、「香港流行樂壇鼻祖」、「香港樂壇天皇巨星」和「香港流行音樂祖師」等美譽。
1970年代，畢業於香港大學的許冠傑不避俚俗，以唱出多首反映社會現況、諷刺時弊的歌曲，題材廣泛，由描述打工仔的無奈，到打麻雀的心情，亦不乏愛情和勵志歌曲，而當中大部分歌曲更是由他親自作曲及作詞。許冠傑的作品大受歡迎，粵語流行曲的發展亦如雨後春筍。1992年在《許冠傑光榮引退匯群星》更被歌手譚詠麟尊為「歌神」，亦曾與歌手關正傑稱為「樂壇雙傑」。
除了音樂成就斐然，許冠傑亦是香港影壇的票房保證，與兩位胞兄許冠文及許冠英組成「許氏兄弟」，於1974年至1981年拍攝多部電影，包括《鬼馬雙星》、《天才與白痴》、《半斤八両》、《賣身契》和《摩登保鑣》等，其後以個人發展，於1982年至1984年拍攝《最佳拍檔》、《最佳拍檔大顯神通》和《最佳拍檔女皇密令》，八部作品均為香港電影年度票房冠軍，更多次打破香港開埠票房紀錄。許冠傑領銜主演的電影在11年間（1974年-1984年）拿到8次年度票房冠軍，他是該紀錄保持者，紀錄至今無人能破。

## 早年生活
許冠傑的父親許世昌是業餘音樂家，擅長小提琴，母親李倩雲亦是粤曲愛好者。許冠傑出生於廣州市西關多寶路，與填詞人黃霑在寶華路的祖屋相距不遠。兩歲時與家人移民到香港，居於鑽石山上元嶺木屋区，後搬到蘇屋邨彩雀樓，曾就讀鑽石山永康中學附屬小學及牛池灣恩光小學。1961年許冠傑進入聖芳濟書院（中一至中五，1966年中五，而大哥許冠文當時是該校的英語教師），1966年再到英華書院升讀預科，後以中國文學A級成績，成功考進香港大學，於1968年入讀香港大學心理學系，並於1971年完成課程，順利畢業。

## 演藝事業

### 1960年代
1964年和朋友組成樂隊「Harmonicks」，彈低音結他與當主音歌手。曾在夜總會、酒店及麗的之「樂韻之聲」表演。1965年「Harmonicks」樂隊解散，他即加入「'Bar Six」，在總統酒店地牢的Fire Cracker酒吧演唱。1967年轉投 Lotus「蓮花樂隊」，成員包括張浚英（鼓手）、蘇雄（低音結他手）、李松江（旋律結他手）、周華年（主音結他手，1987年逝世），許冠傑任主音歌手。
1967年，Lotus為鑽石唱片公司灌錄了2張細碟《Just A Little》(即《等玉人》原版)和《I'll Be Waiting》。但因後來不顧經理人lal dayaram的反對與無綫簽約，而被唱片公司雪藏。11月20日，Lotus開始為無綫主持每週五次的青年人節目「Star Show」和「星報青年節目」，大受歡迎。樂隊解散後，許開始獨立發展。

### 1970年代
1970年，麗風唱片推出兩張細碟。
1971年，簽約寶麗金唱片公司，推出細碟《April Lady》及《Time of the Season》等。1971至1972年間，與哥哥許冠文合作主持無綫電視（TVB）節目《雙星報喜》，在節目中以一曲廣東歌《鐵塔凌雲》，成為香港粵語流行曲的“開山祖師”。
1973年9月19日，在大會堂舉行個人演唱會，12月推出"Lost Horizon"。
1974年，2月推出英文大碟The Morning After，11月参与演出许冠文执导的首部電影《鬼馬雙星》及推出同名首張粵語專輯，大碟內的《雙星情歌》和《鬼馬雙星》亦深入民心。
1975年，《天才与白痴》上映及推出同名第二張粵語專輯。
1976年，推出第三張粵語專輯《半斤八兩》，至今仍是最暢銷的廣東唱片之一，大碟同名歌、電影半斤八兩的插曲浪子心聲，以及梨渦淺笑、有酒今朝醉和打雀英雄傳全部成爲經典名曲。
1977年，半斤八兩在第一屆金唱片頒獎禮獲得百週年紀念奬(全年最高銷量之唱片)。
1978年，推出改編其偶像Elvis Presley多首名曲的中文大碟《財神到》，更再次獲得百週年紀念奬。
1979年6月17日，許冠傑以首位香港代表歌手參加第八屆東京音樂節，無綫電視更以衛星直播以表重視。許冠傑憑《You make me shine》一曲奪 TBS 獎。這曲收錄於當年的大碟《World Music Festival》內。
另：許冠傑、許冠英、許冠文三兄弟合作的電影《鬼馬雙星》（1974年）、《天才與白痴》（1975年）、《半斤八兩》（1976年）、《賣身契》（1978年）、《摩登保鑣》（1981年）等，曾經五度拿下年度票房冠軍，三度改寫香港開埠票房紀錄。

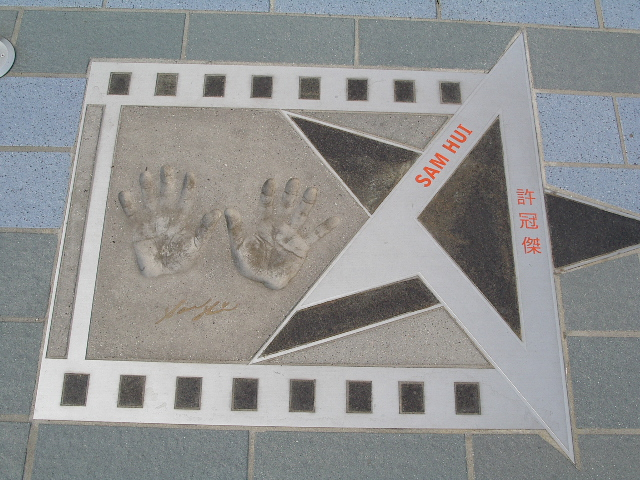
許冠傑在香港星光大道的手印和簽名

### 1980年代
1982年許氏兄弟單飛，各自發展，許冠傑當年以轟動電影界的二百萬片酬 （當時一部小型電影的成本大約為一百萬元），參與拍攝由新藝城電影公司製作的《最佳拍檔》。許冠傑與麥嘉互相呼應的精湛演出以及新鮮有趣的劇情令其大受歡迎，以2600萬票房開創當時開埠以來最賣座的紀錄。其巨大成功催生了多部續集。
1983年5月5日，許冠傑成為首位在觀眾席上萬的紅磡體育館舉辦個人演唱會的歌手，開創一代先河，反映他當時的號召力以及樂壇地位的超然。
1983年6月，許冠傑從寶麗金唱片公司轉投康藝成音唱片公司，推出大碟《新的開始》，香港當時正值「偶像派」崛起，70年代的「早期實力派歌手」（包括許冠傑）開始失去年青人市場。許冠傑在形象上作出了新嘗試，並加入80年代流行的搖滾元素，脫離了寶麗金時代的「鬼馬形象」，繼續保持樂壇頂尖地位。
1985年獲關維麟邀請回巢寶麗金，並成為旗下新藝寶首個簽約的藝人，隨即推出大碟《最緊要好玩》，同名曲及日本娃娃分別奪得1985年港台十大中文金曲及無綫十大勁歌金曲。同年12月許冠傑在尼泊爾拍攝其主演及監製的電影《衛斯理傳奇》時，不幸患上高山症，返港後休養了一段時間才告康復。
1986年，香港電台於第八屆十大中文金曲頒獎音樂會上向許冠傑頒發金針獎，以表揚其音樂成就。同年亦獲無綫電視頒發十大勁歌金曲榮譽大獎。

### 1990年代
1990年，在陳少寶轉往亞太區後，關維麟將其轉回寶麗金，推出大碟《香港情懷90》。 一曲《急流勇退》，可見許冠傑已萌生退休的想法。他開始逐漸淡出舞台。 同年許氏兄弟重組，拍攝喜劇《新半斤八兩》，取得暑期票房冠軍，為年度票房第三位。
1991年，主演《笑傲江湖》，凭着主题曲《滄海一聲笑》奪得第十屆香港電影金像獎的最佳原創電影歌曲，饰演的令狐冲一角也为华语地区的民众津津乐道。
許冠傑於1992年初宣佈退休，無綫電視為許冠傑在尖沙咀麗晶酒店舉辦《許冠傑光榮引退匯群星》，不少當紅歌手都有出席，包括之前宣布「封咪」的張國榮，而身在日本的乐队Beyond也把翻唱他的歌曲半斤八兩影片錄下示意致敬。3月舉行告別演唱會，刷新香港歌手在紅館舉行演唱會的最高場次紀錄(41場，隨後為徐小鳳的43場打破)。並拍攝退休前最後一套賀歲片《花田囍事》，退休後曾在私人場合客串表演，參與製作舞台劇《仲夏夜狂想曲》(1999年2月)和客串電影《大贏家》(2000年1月)等。

### 2000年代

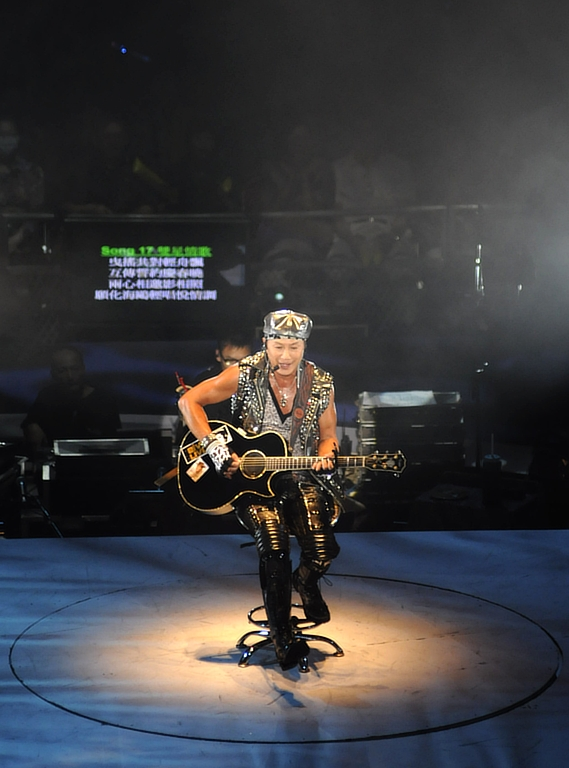
許冠傑表演於2009年

2004年初許冠傑有感當時香港人經歷了很多不開心的事，如SARS事件及好友羅文、張國榮和梅艷芳先後逝世，於是譜寫了《繼續微笑》和《04祝福你》，為香港社會打氣，並為復出揭開序幕；2004年起以香港為首站，舉辦《繼續微笑會歌神演唱會》，門票迅即售罄，掀起了歌壇一片懷舊熱潮。並推出新曲加精選《歌神與你繼續微笑04》，後來04-05年再在內地、東南亞及美加多個城市巡迴演唱。
2007年，簽約國際娛樂唱片公司，推出大碟《人生多麼好》。12月17日，國際娛樂及春天舞台合辦《許冠傑香港大球場Live音樂會》，許演繹橫跨不同年代的66首金曲，與全場三萬多人盡情歡樂。香港大球場在1994年重新啟用後，他是第二位在此舉辦演唱會的本地歌手（首位為譚詠麟）。
2009年9月4日至9月7日，許冠傑再度於紅磡體育館舉行4場《難忘往日情》演唱會，並演繹已故歌手好友的作品以示致敬。許冠傑爲這次名爲“難忘往日情”的演唱會錄制了同名主題曲，歌中巧妙地把張國榮的《風繼續吹》、陳百強的《一生何求》、梅艷芳的《心債》、Beyond的《光輝歲月》、鄧麗君的《漫步人生路》與羅文的《幾許風雨》串聯起來，成爲一首點題之作。

### 2010年代
許冠傑近年以演唱會作為與樂迷會面的途徑；
2012年4月13日至4月16日，於紅磡體育館舉行4場《斤兩十足》演唱會，期間更唱出由多首名曲製成的串燒歌《斤兩十足》，配以香港時事新聞的畫面。
2014年4月18日至4月20日，於紅磡體育館舉行3場《許冠傑What a Wonderful World演唱會》，其後開始世界巡迴演出。8月，任香港電台電視節目《我們都是這樣唱大的》第一集嘉賓，講述音樂事業點滴。
2016年10月27日至10月30日，於紅磡體育館舉行《請✓許冠傑演唱會》。
2018年，許冠傑為母校英華書院慶祝創校二百周年創作的歌曲《天地人》。 許冠傑當時說：「當初英華書院邀請我為創校二百年作曲，我便一口答應。我非常感謝英華的人和事，當年我獲得當時的校長特別許可留了一頭長髮，在外演出。我同時亦非常感激當年教導我的中文科老師陳耀南教授，沒有他的教導，就沒有許冠傑的詞。」

### 2020年代
2020年，因應2019新型冠状病毒病持續重創香港各行各業，通利琴行工程服務部門受疫情影響於3月解散，許冠傑原定於7月紅館檔期舉行6至7場個人演唱會亦因而受到影響。不過，許冠傑仍捐出25萬支持通利琴行工程服務部的前員工解決失業難關，以及4月12日在海運觀點舉行《2020許冠傑同舟共濟 Online Concert》網上演唱會為他們籌款，合共錄得644萬觀看人數（不包括港台、騰訊、海外電視及電台、不同轉播平台的流動程式之收視），以紅磡體育館12,500個座位計算，相當於開了515場紅館演唱會。
2023年4月7日至4月12日及14日，許冠傑相隔七年，再度於紅磡體育館舉行7場《許冠傑此時此處演唱會2023》，是次演唱會超過一半門票只售380元。 嘉賓包括：林家謙、Serrini、古巨基、張敬軒、郭富城等，而許冠文亦出場合唱鐵塔凌雲和風中趕路人兩首名曲。

## 音樂風格及影響
五六十年代的十几年间，香港樂壇以歐西流行曲和國語時代曲為主流，虽然也有大量粵語歌，但由於曲式、配器、唱法都比較傳統，粵曲和小調味道濃，缺乏現代流行元素，不受上层主流歡迎，未能登大雅之堂，只是低下階層的娛樂。許冠傑從70年代初開始，創作出多首帶有現代流行元素的粵語歌曲，如：《鐵塔凌云》、《鬼馬雙星》、《雙星情歌》、《天才與白痴》、《天才白痴夢》、《半斤八兩》、《浪子心聲》等，旋律琅琅上口，歌詞道盡了升斗市民的心聲（許常跟詞人黎彼得合作，但他自己的填詞量也不少），推出市場後大受歡迎，獲得巨大成功。許多歌手因此紛紛改唱粵語歌，新一代粵語流行曲如雨後春筍般蓬勃發展，歐西流行曲和國語歌的局面被打破，粵語流行樂壇漸漸成形，至70年代末，粵語歌已發展成為市場的主流。
許氏歌曲題材風格廣泛，除了帶古詩詞和粵曲遺風、措詞文雅的情歌《雙星情歌》，亦有不少反映低下階層生活苦況的歌曲，如《加價熱潮》、《賣身契》、《制水歌》等等。還有勵志或說理題材如《學生哥》、《莫等待》、《應該要自愛》、《每事問》、《搵嘢做》、《浪子心聲》、《沉默是金》等，這是其他歌手少有的。其歌曲的社會影響和所折射的哲學，廣受文化界重視和討論。
1992年他正式宣佈退休時，舉辦私人演唱會，唱片公司推出致敬許冠傑的專輯《許冠傑光榮隱退匯群星》，由當時得令的歌手翻唱許氏歌曲，結果大受歡迎，掀起首次許冠傑懷舊熱。2003年，香港經歷風風雨雨，許冠傑於2004年舉辦復出演唱會，十萬張門券一夜間搶購一空，再度掀起許冠傑熱。
張學友曾被封為「九十年代歌神接班人」，但他表示許冠傑是唯一的歌神：「因許冠傑是廣東流行曲的開創者，他的影響力是歷史性的，我真的不及他。」

## 家庭生活
許冠傑家中有三個哥哥和一個妹妹，家中排行第四。長兄是香港著名導演，演員，編劇許冠文；二兄許冠武是一位商人，曾參與電影和演唱会幕後策划工作；三兄是已故香港著名喜劇演員和歌手許冠英。
1971年12月30日与拍拖五年的美菲混血儿女友Rebecca Fleming（Rebu）在美国加州圣地亚哥市的教堂结婚。婚後育有二子，1976年9月3日，長子许怀欣出生；1978年2月14日，小儿子许怀谷出生。許冠杰共有三名孫兒及一名孫女。一對雙胞胎（許俊、許朗）及幼孫許梓陽（Tyler）與孫女許芷晨（Leah）。
1999年，許冠傑購入大埔康樂園洋房自住，到2004年再購入東路單號屋單位買給大仔懷欣，到2013年10月以2,300萬元售出。
許冠傑在2016年《請✓許冠傑演唱會》台上強調從來没有移民，一直住在香港。
2020年9月6日，許冠傑慶祝72歲生日，近20名家庭成員於家中聚會，當中包括有同為9月出生的大哥許冠文及長子許懷欣。

## 許氏兄弟
許冠文、許冠英、許冠傑一起合作过多部香港经典喜剧电影，開啟了香港的「鬼馬」文化潮流。2000年代以后，许氏三兄弟常见于许冠傑巡回演唱会上，许冠英是嘉賓常客，而许冠文亦常於演唱会上演出栋笃笑。许冠文和许冠傑的手印可见于九龙尖沙咀星光大道。
- 許冠文（Michael Hui）：許家长子，有一子許思維及一女許思行
- 許冠武（Stanley Hui）：許家二子，電影攝影師及導演，曾参与《半斤八两》、《新半斤八两》等电影的幕后策划及客串演出。经常协助哥哥许冠文的栋笃笑巡回表演，和在其弟弟许冠傑的演唱会上偶尔亮相。
- 許冠英（Ricky Hui）：許家三子，著名演員。昵称：鸡泡。代表作有《发钱寒》、《僵尸先生》等。於2011年因心臟病離世，終年65歲。
- 許冠傑（Samuel Hui）：許家四子，著名歌手和演員，在香港乐坛有“歌神”称号。電影代表作有：《鬼馬雙星》、《半斤八兩》、《最佳拍檔》、《衛斯理傳奇》、《紅場飛龍》、《笑傲江湖》等。

## 音樂作品
| - 《Time of the Season》（1971年） - 《Morning After》（1974年） - 《鬼馬雙星》（1974年） - 《Interlude》（1975年） - 《天才與白痴》（1975年） - 《半斤八兩》（1976年） - 《浪子心聲》（1976年） - 《Came Travelling》（1977年） - 《財神到》（1978年） - 《賣身契》（1978年） - 《'79夏日之歌集》（1979年） - 《念奴嬌》（1980年） - 《摩登保鑣》（1981年） - 《難忘您·紙船》（1982年） - 《最佳拍檔大顯神通》（1983年） - 《新的開始》（1983年） - 《最喜歡你》（1984年） - 《最緊要好玩》（1985年） - 《熱力之冠》（1986年） - 《潮流興夾Band》（1987年） - 《Sam and Friends》（1988年） - 《89歌集》（1989年） - 《香港情懷'90》（1990年） - 《'90電影金曲精選》（1990年） - 《人生多麼好》（2007年） |

## 派台歌曲成績
| 派台歌曲成績（四台） | 派台歌曲成績（四台）                   | 派台歌曲成績（四台） | 派台歌曲成績（四台） | 派台歌曲成績（四台） | 派台歌曲成績（四台） | 派台歌曲成績（四台）                                  | 派台歌曲成績（四台）                                  |      |
| -------------------- | -------------------------------------- | -------------------- | -------------------- | -------------------- | -------------------- | ----------------------------------------------------- | ----------------------------------------------------- | ---- |
| 唱片                 | 歌曲                                   | 903                  | RTHK                 | 997                  | TVB                  | 備註                                                  | 備註                                                  |      |
| 1974年               |                                        |                      |                      |                      |                      |                                                       |                                                       |      |
| 鬼馬雙星             | 雙星情歌                               |                      | /                    |                      |                      |                                                       |                                                       |      |
| 鬼馬雙星             | 鬼馬雙星                               |                      | /                    |                      |                      |                                                       |                                                       |      |
| 1975年               |                                        |                      |                      |                      |                      |                                                       |                                                       |      |
| 天才與白痴           | 天才白痴夢                             |                      | 1                    |                      |                      | 首支冠軍歌                                            | 首支冠軍歌                                            |      |
| 1976年               |                                        |                      |                      |                      |                      |                                                       |                                                       |      |
| 半斤八両             | 浪子心聲                               |                      | 1                    |                      |                      |                                                       |                                                       |      |
| 半斤八両             | 半斤八両                               |                      | 1                    |                      |                      |                                                       |                                                       |      |
| 1978年               |                                        |                      |                      |                      |                      |                                                       |                                                       |      |
| 財神到               | 財神到                                 |                      | /                    |                      |                      |                                                       |                                                       |      |
| 賣身契               | 賣身契                                 |                      | 1                    |                      |                      |                                                       |                                                       |      |
| 賣身契               | 杯酒當歌                               |                      | /                    |                      |                      |                                                       |                                                       |      |
| 1979年               |                                        |                      |                      |                      |                      |                                                       |                                                       |      |
| 79夏日之歌集         | 加價熱潮                               |                      | 1                    |                      |                      |                                                       |                                                       |      |
| 79夏日之歌集         | 春夢                                   |                      | 1                    |                      |                      |                                                       |                                                       |      |
| 1980年               |                                        |                      |                      |                      |                      |                                                       |                                                       |      |
| 念奴嬌               | 夜夜念奴嬌                             |                      | 1                    |                      |                      |                                                       |                                                       |      |
| 念奴嬌               | 尖沙咀Susie                            |                      | /                    |                      |                      |                                                       |                                                       |      |
| 念奴嬌               | 這一曲送給您                           |                      | /                    |                      |                      |                                                       |                                                       |      |
| 念奴嬌               | 先敬羅衣後敬人                         |                      | /                    |                      |                      |                                                       |                                                       |      |
| 念奴嬌               | 每事問                                 |                      | /                    |                      |                      |                                                       |                                                       |      |
| 1981年               |                                        |                      |                      |                      |                      |                                                       |                                                       |      |
| 摩登保鑣             | 印象                                   |                      | 1                    |                      |                      |                                                       |                                                       |      |
| 摩登保鑣             | 摩登保鑣                               |                      | /                    |                      |                      |                                                       |                                                       |      |
| 1982年               |                                        |                      |                      |                      |                      |                                                       |                                                       |      |
| 難忘您·紙船          | 最佳拍檔                               |                      | (1)                  |                      |                      |                                                       |                                                       |      |
| 難忘您·紙船          | 難忘您                                 |                      | /                    |                      |                      |                                                       |                                                       |      |
| 難忘您·紙船          | 紙船                                   |                      | /                    |                      |                      |                                                       |                                                       |      |
| 1983年               |                                        |                      |                      |                      |                      |                                                       |                                                       |      |
| 最佳拍檔之大顯神通   | 跟佢做個Friend                         |                      | 1                    |                      |                      |                                                       |                                                       |      |
| 最佳拍擋大顯神通     | 瑪莉！我好鍾意您！                     |                      | 1                    |                      |                      |                                                       |                                                       |      |
| 1984年               |                                        |                      |                      |                      |                      |                                                       |                                                       |      |
| 新的開始             | 偷心的人                               |                      | /                    |                      |                      |                                                       |                                                       |      |
| 新的開始             | 風中趕路人                             |                      | /                    |                      |                      |                                                       |                                                       |      |
| 新的開始             | 時光倒流                               |                      | /                    |                      |                      |                                                       |                                                       |      |
| 新的開始             | 洋紫荊                                 |                      | 1                    |                      |                      |                                                       |                                                       |      |
| 最喜歡你             | 最喜歡你                               |                      | 1                    |                      |                      |                                                       |                                                       |      |
| 最喜歡你             | 無敵是愛                               |                      | /                    |                      |                      | 與甄妮合唱                                            | 與甄妮合唱                                            |      |
| 1985年               |                                        |                      |                      |                      |                      |                                                       |                                                       |      |
| 最緊要好玩           | 最緊要好玩                             |                      | (1)                  |                      |                      |                                                       |                                                       |      |
| 最緊要好玩           | 心裡日記                               |                      | /                    |                      |                      |                                                       |                                                       |      |
| 最緊要好玩           | 日本娃娃                               |                      | 1                    |                      |                      |                                                       |                                                       |      |
| 最緊要好玩           | 愛情保險                               |                      | -                    |                      |                      |                                                       |                                                       |      |
| 1986年               |                                        |                      |                      |                      |                      |                                                       |                                                       |      |
| 心思思               | 心思思                                 |                      | 1                    |                      | /                    |                                                       |                                                       |      |
| 熱力之冠             | 擦鞋仔                                 |                      | /                    |                      | 5                    |                                                       |                                                       |      |
| 熱力之冠             | 我的妹妹                               |                      | 1                    |                      | -                    |                                                       |                                                       |      |
| 熱力之冠             | 兩個世界                               |                      | /                    |                      | -                    |                                                       |                                                       |      |
| 1987年               |                                        |                      |                      |                      |                      |                                                       |                                                       |      |
| 宇宙無限             | 宇宙無限                               |                      | 2                    |                      | 4                    |                                                       |                                                       |      |
| 潮流興夾Band         | 潮流興夾Band                           |                      | 1                    |                      | 1                    | 兩台冠軍歌                                            | 兩台冠軍歌                                            |      |
| 潮流興夾Band         | 愛是無言                               |                      | /                    |                      | 4                    |                                                       |                                                       |      |
| 潮流興夾Band         | 武士精神                               |                      | /                    |                      | 8                    |                                                       |                                                       |      |
| 新曲與精選           | 愛得好緊要                             |                      | 3                    |                      | 8                    |                                                       |                                                       |      |
| 新曲與精選           | 珍惜                                   |                      | 1                    |                      | 2                    |                                                       |                                                       |      |
| 1988年               |                                        |                      |                      |                      |                      |                                                       |                                                       |      |
| Sam and Friends      | 沉默是金 (合唱版)                      | 2                    | 1                    |                      | 1                    | 與張國榮合唱                                          | 與張國榮合唱                                          |      |
| Sam and Friends      | 沉默是金 (獨唱版)                      | 13                   | /                    |                      | -                    |                                                       |                                                       |      |
| Sam and Friends      | 我是太空人                             | 6                    | /                    |                      | 3                    |                                                       |                                                       |      |
| Sam and Friends      | 交織千個心                             | 1                    | /                    |                      | 6                    |                                                       |                                                       |      |
| Sam and Friends      | 不速之客                               | 19                   | /                    |                      | -                    |                                                       |                                                       |      |
| 許冠傑89歌集         | 我信韻律全能                           | 1                    | /                    |                      | -                    |                                                       |                                                       |      |
| 1989年               |                                        |                      |                      |                      |                      |                                                       |                                                       |      |
| 許冠傑89歌集         | 阿郎戀曲                               | 2                    | 1                    |                      | 1                    |                                                       |                                                       |      |
| 許冠傑89歌集         | 我未驚過                               | 20                   | /                    |                      | -                    | 與張國榮合唱                                          | 與張國榮合唱                                          |      |
| 許冠傑89歌集         | 仍是要走                               | -                    | /                    |                      | 7                    |                                                       |                                                       |      |
| 1990年               |                                        |                      |                      |                      |                      |                                                       |                                                       |      |
| 香港情懷90           | 同舟共濟                               | 4                    | 1                    |                      | 1                    |                                                       |                                                       |      |
| 香港情懷90           | 香港製造                               | 17                   | /                    |                      | /                    |                                                       |                                                       |      |
| 香港情懷90           | 青年人                                 | 7                    | -                    |                      | -                    |                                                       |                                                       |      |
| 90電影金曲精選       | 滄海一聲笑                             | 4                    | /                    |                      | -                    |                                                       |                                                       |      |
| 90電影金曲精選       | 話知你97                               | 8                    | /                    |                      | -                    |                                                       |                                                       |      |
| 1992年               |                                        |                      |                      |                      |                      |                                                       |                                                       |      |
| 香港情懷90           | 急流勇退                               | 12                   | 3                    |                      | /                    |                                                       |                                                       |      |
| 1997年               |                                        |                      |                      |                      |                      |                                                       |                                                       |      |
| 打工仔心声98         | 鬼馬雙星（Hot Gossip Remix）           | 19                   | /                    | /                    | /                    |                                                       |                                                       |      |
| 2004年               |                                        |                      |                      |                      |                      |                                                       |                                                       |      |
| 歌神與您繼續微笑04   | 04祝福你                               | 16                   | 3                    | -                    | -                    |                                                       |                                                       |      |
| 歌神與您繼續微笑04   | 繼續微笑                               | 5                    | 1                    | 9                    | -                    |                                                       |                                                       |      |
| 2007年               |                                        |                      |                      |                      |                      |                                                       |                                                       |      |
| 人生多麼好           | 鐘聲響起                               | 18                   | 1                    | 1                    | -                    |                                                       |                                                       |      |
| 人生多麼好           | 藍天消失了                             | 12                   | 7                    | 14                   | -                    |                                                       |                                                       |      |
| 2008年               |                                        |                      |                      |                      |                      |                                                       |                                                       |      |
|                      | 此時此歌                               | -                    | 1                    | -                    | -                    | 與陳奕迅、容祖兒、古巨基、李克勤、劉德華合唱          | 與陳奕迅、容祖兒、古巨基、李克勤、劉德華合唱          |      |
| 2011年               |                                        |                      |                      |                      |                      |                                                       |                                                       |      |
|                      | 明我以德                               | -                    | -                    | -                    | -                    | 香港大學百週年紀念歌曲 與許廷鏗、謝安琪、港大學生合唱 | 香港大學百週年紀念歌曲 與許廷鏗、謝安琪、港大學生合唱 |      |
| 2017年               |                                        |                      |                      |                      |                      |                                                       |                                                       |      |
| 欣賞（Bonus CD）     | 阿Sam與阿Tam（Happy Together Version） | 6                    | -                    | -                    | ×                    | 與譚詠麟合唱                                          | 與譚詠麟合唱                                          |      |
| 欣賞（Bonus CD）     | 阿Sam與阿Tam（Classic Version）        | -                    | -                    | -                    | ×                    | 與譚詠麟合唱                                          | 與譚詠麟合唱                                          |      |
| 欣賞（Bonus CD）     | 為你歌唱                               | -                    | -                    | -                    | ×                    | 與譚詠麟合唱                                          | 與譚詠麟合唱                                          |      |
| 2018年               |                                        |                      |                      |                      |                      |                                                       |                                                       |      |
|                      | 天地人                                 | -                    | -                    | -                    | -                    |                                                       |                                                       |      |
| 派台歌曲成績（五台） |                                        |                      |                      |                      |                      |                                                       |                                                       |      |
| 唱片                 | 歌曲                                   | 903                  | RTHK                 | 997                  | TVB                  | ViuTV                                                 | 備註                                                  | 備註 |
| 2023年               |                                        |                      |                      |                      |                      |                                                       |                                                       |      |
|                      | 洋紫荊（四十年紀念版）                 | ×                    | ×                    | ×                    | -                    | ×                                                     |                                                       |      |
| 2024年               |                                        |                      |                      |                      |                      |                                                       |                                                       |      |
|                      | 紫信箋                                 | -                    | -                    | -                    | ×                    | ×                                                     | 特別聲音出演：黃妍                                    |      |

| 各台冠軍歌總數 | 各台冠軍歌總數 | 各台冠軍歌總數 | 各台冠軍歌總數 | 各台冠軍歌總數 | 各台冠軍歌總數     | 各台冠軍歌總數     | 各台冠軍歌總數 |
| -------------- | -------------- | -------------- | -------------- | -------------- | ------------------ | ------------------ | -------------- |
| 四台a          | 903            | RTHK           | 997            | TVB            | 備註               | 備註               | 備註           |
| 四台a          | 2              | 30             | 1              | 4              | 四台冠軍歌總數：20 | 四台冠軍歌總數：20 |                |
| 四台a          | 2              | 32             | 1              | 4              | 冠軍週數           | 冠軍週數           |                |
| 五台b          | 903            | RTHK           | 997            | TVB            | ViuTV              | 備註               |                |
| 五台b          | 0              | 0              | 0              | 0              | 0                  | 五台冠軍歌總數：0  |                |

- （*）仍在榜上
- （-）未能上榜
- （×）沒有派往該台
- （/）未有相關資料
- （(1)）表示兩週冠軍
- （{1}）表示三週冠軍
- ^  注解a：包括2023年後的冠軍歌曲
- ^  注解b：2023年起

## 獎項
| 年份   | 頒獎典禮                             | 獎項                      | 作品                                                               | 結果 |
| ------ | ------------------------------------ | ------------------------- | ------------------------------------------------------------------ | ---- |
| 1975年 | 金唱片歌星大會串                     | 金唱片                    | 《鬼馬雙星》                                                       | 獲獎 |
| 1977年 | 第一屆香港金唱片頒獎典禮             | 香港本地金唱片            | 《半斤八兩》                                                       | 獲獎 |
| 1977年 | 第一屆香港金唱片頒獎典禮             | 百年紀念獎                | 《半斤八兩》                                                       | 獲獎 |
| 1978年 | 第二屆香港金唱片頒獎典禮             | 香港本地白金唱片          | 《半斤八兩》                                                       | 獲獎 |
| 1978年 | 第二屆香港金唱片頒獎典禮             | 香港本地白金唱片          | 《財神到》                                                         | 獲獎 |
| 1978年 | 第二屆香港金唱片頒獎典禮             | 百年紀念獎                | 《財神到》                                                         | 獲獎 |
| 1978年 | 第二屆香港金唱片頒獎典禮             | 香港本地金唱片            | 《Came Travelling》                                                | 獲獎 |
| 1978年 | 第二屆香港金唱片頒獎典禮             | 香港本地金唱片            | 《許冠傑金唱片精選》                                               | 獲獎 |
| 1979年 | 第三屆香港金唱片頒獎典禮             | 香港本地白金唱片          | 《許冠傑金唱片精選》                                               | 獲獎 |
| 1979年 | 第三屆香港金唱片頒獎典禮             | 香港本地白金唱片          | 《賣身契》                                                         | 獲獎 |
| 1979年 | 第一屆十大中文金曲頒獎典禮           | 十大中文金曲              | 《賣身契》                                                         | 獲獎 |
| 1979年 | 第八屆東京音樂節                     | TBS獎                     | 《You Make Me Shine》                                              | 獲獎 |
| 1980年 | 第四屆香港金唱片頒獎典禮             | 香港本地白金唱片          | 《'79夏日之歌集》                                                  | 獲獎 |
| 1980年 | 第二屆十大中文金曲頒獎典禮           | 十大中文金曲              | 《加價熱潮》                                                       | 獲獎 |
| 1980年 | 第一屆中文歌曲擂台獎頒獎典禮         | 中文歌曲擂台獎            | 《十個女仔》                                                       | 獲獎 |
| 1981年 | 第五屆香港金唱片頒獎典禮             | 香港本地白金唱片          | 《念奴嬌》                                                         | 獲獎 |
| 1981年 | 第五屆香港金唱片頒獎典禮             | 香港本地白金唱片          | 《摩登保鑣》                                                       | 獲獎 |
| 1981年 | 第二屆中文歌曲擂台獎頒獎典禮         | 中文歌曲擂台獎            | 《夜夜念奴嬌》                                                     | 獲獎 |
| 1982年 | 第六屆香港金唱片頒獎典禮             | 香港本地白金唱片          | 《難忘您·紙船》                                                    | 獲獎 |
| 1982年 | 第四屆十大中文金曲頒獎典禮           | 十大中文金曲              | 《印象》                                                           | 獲獎 |
| 1982年 | 第三屆中文歌曲擂台獎頒獎典禮         | 中文歌曲擂台獎（含大碟）  | 《摩登保鑣》                                                       | 獲獎 |
| 1983年 | 第七屆香港金唱片頒獎典禮             | 香港本地白金唱片          | 《最佳拍檔大顯神通》                                               | 獲獎 |
| 1983年 | 第四屆中文歌曲擂台獎頒獎典禮         | 中文歌曲擂台獎（含大碟）  | 《最佳拍檔》                                                       | 獲獎 |
| 1983年 | 第二屆香港電影金像獎                 | 最佳主題曲                | 最佳拍檔 《最佳拍檔》                                              | 提名 |
| 1984年 | 第八屆香港金唱片頒獎典禮             | 香港本地白金唱片          | 《新的開始》                                                       | 獲獎 |
| 1984年 | 第五屆中文歌曲擂台獎頒獎典禮         | 中文歌曲擂台獎（含大碟）  | 《最佳拍檔大顯神通》                                               | 獲獎 |
| 1984年 | 第三屆香港電影金像獎                 | 最佳電影歌曲              | 跟佢做個Friend 《最佳拍檔大顯神通》                                | 提名 |
| 1984年 | 第二十一屆金馬獎                     | 最佳電影插曲              | 《全家福》                                                         | 提名 |
| 1985年 | 第六屆中文歌曲擂台獎頒獎典禮         | 中文歌曲擂台獎（含大碟）  | 《新的開始》                                                       | 獲獎 |
| 1985年 | 第二屆十大勁歌金曲頒獎典禮           | 十大勁歌金曲              | 《無敵是愛》                                                       | 獲獎 |
| 1986年 | 第八屆十大中文金曲頒獎典禮           | 十大中文金曲              | 《最緊要好玩》                                                     | 獲獎 |
| 1986年 | 第八屆十大中文金曲頒獎典禮           | 金針獎                    | 《世事如棋》 《天才白痴夢》 《日本娃娃》 《雙星情歌》 《鐵塔凌雲》 | 獲獎 |
| 1986年 | 第七屆中文歌曲擂台獎頒獎典禮         | 中文歌曲擂台獎大碟獎      | 《最緊要好玩》                                                     | 獲獎 |
| 1986年 | 第三屆十大勁歌金曲頒獎典禮           | 十大勁歌金曲              | 《日本娃娃》                                                       | 獲獎 |
| 1986年 | 第五屆香港電影金像獎                 | 最佳電影歌曲              | 最緊要好玩 《打工皇帝》                                            | 提名 |
| 1987年 | 第九屆十大中文金曲頒獎典禮           | 十大中文金曲              | 《心思思》                                                         | 獲獎 |
| 1987年 | 第四屆十大勁歌金曲頒獎典禮           | 榮譽大獎                  | 《宇宙無限》                                                       | 獲獎 |
| 1988年 | 第十屆香港金唱片頒獎典禮             | 香港本地白金唱片          | 《最緊要好玩》                                                     | 獲獎 |
| 1988年 | 第十屆香港金唱片頒獎典禮             | 香港本地白金唱片          | 《心思思》                                                         | 獲獎 |
| 1988年 | 第十屆香港金唱片頒獎典禮             | 香港本地白金唱片          | 《相識廿載演唱會87'》                                              | 獲獎 |
| 1988年 | 第七屆香港電影金像獎                 | 最佳電影歌曲              | 宇宙無限 《衛斯理傳奇》                                            | 提名 |
| 1989年 | 第十一屆香港金唱片頒獎典禮           | 香港本地白金唱片          | 《Sam and Friends》                                                | 獲獎 |
| 1989年 | 第十一屆十大中文金曲頒獎典禮         | 十大中文金曲              | 《沉默是金》                                                       | 獲獎 |
| 1989年 | 第六屆十大勁歌金曲頒獎典禮           | 十大勁歌金曲              | 《沉默是金》                                                       | 獲獎 |
| 1990年 | 第九屆香港電影金像獎                 | 最佳電影歌曲              | 阿郎戀曲 《阿郎的故事》                                            | 提名 |
| 1991年 | 第十屆香港電影金像獎                 | 最佳電影歌曲              | 滄海一聲笑 《笑傲江湖》                                            | 獲獎 |
| 1997年 | IFPI香港唱片銷量大獎                 | IFPI香港30周年 終身成就獎 |                                                                    | 獲獎 |
| 2004年 | 香港電台風雲人物大選                 | 風雲男士大獎              |                                                                    | 獲獎 |
| 2004年 | 香港電台十大新聞大選                 | 十大新聞大獎              |                                                                    | 獲獎 |
| 2004年 | 演藝動力大獎                         | 明報周刊致敬大獎          |                                                                    | 獲獎 |
| 2005年 | CASH金帆音樂獎                       | CASH音樂成就大獎          |                                                                    | 獲獎 |
| 2005年 | 第二屆「勁歌王」全球華人樂壇音樂盛典 | 勁歌王上王                |                                                                    | 獲獎 |

## 音樂劇/舞台劇
- 1999年2月12日至3月6日：許冠傑創意音樂劇《仲夏夜狂想曲》於紅磡香港體育館演出共二十場，主演者包括鄭伊健、梁詠琪、楊千嬅、陳小春等，許冠傑退居幕後當製作人。

## 電影
| 年代 | 片名               | 角色              | 香港票房（港元）              | 備註                                         |
| 1973 | 馬路小英雄         | 繡花枕頭          | 1,567,174.80 （1973年第8位）  | 領銜主演                                     |
| 1973 | 龍虎金剛           | 小楊              | 373,604.40 （1973年第53位）   | 領銜主演                                     |
| 1974 | 小英雄大鬧唐人街   | 繡花枕頭          | 1,411,784.20 （1974年第13位） | 領銜主演                                     |
| 1974 | 綽頭狀元           | 伍德全            | 1,675,464 （1974年第6位）     | 領銜主演、主唱                               |
| 1974 | 鬼馬雙星           | 劉俊傑            | 6,251,633.90 （1974年第1位）  | 領銜主演、作曲、作詞、主唱、配樂             |
| 1975 | 天才與白痴         | 李護士            | 4,553,662.90 （1975年第1位）  | 領銜主演、作曲、作詞、主唱、配樂             |
| 1976 | 半斤八兩           | 李國傑            | 8,531,699.70 （1976年第1位）  | 領銜主演、作曲、作詞、主唱、配樂             |
| 1978 | 賣身契             | 朱世傑            | 7,823,019.50 （1978年第1位）  | 領銜主演、作曲、作詞、主唱、配樂             |
| 1981 | 摩登保鑣           | Sam               | 17,769,048 （1981年第1位）    | 編劇、領銜主演、故事、作曲、作詞、主唱、配樂 |
| 1982 | 最佳拍檔           | kingkong          | 26,043,773 （1982年第1位）    | 領銜主演、作曲、作詞、主唱、配樂             |
| 1983 | 最佳拍檔大顯神通   | kingkong          | 23,273,140 （1983年第1位）    | 領銜主演、作曲、作詞、主唱、配樂             |
| 1984 | 最佳拍檔女皇密令   | kingkong          | 29,286,077 （1984年第1位）    | 領銜主演、作曲、作詞、主唱、配樂             |
| 1984 | 全家福             | 永昌              | 22,129,187 （1984年第4位）    | 領銜主演、作曲、作詞、主唱                   |
| 1985 | 打工皇帝           | 阿忍              | 16,931,337 （1985年第8位）    | 領銜主演、作曲、主唱                         |
| 1986 | 最佳拍檔千里救差婆 | kingkong          | 27,012,748 （1986年第3位）    | 領銜主演、主唱                               |
| 1987 | 衛斯理傳奇         | 衛斯理            | 18,712,571 （1987年第16位）   | 監製、領銜主演、主唱                         |
| 1988 | 雞同鴨講           | 剪綵嘉賓          | 29,378,769 （1988年第4位）    | 特別客串、作曲、作詞、主唱                   |
| 1989 | 新最佳拍檔         | kingkong (周為發) | 20,032,206 （1989年第6位）    | 領銜主演、作曲、作詞、主唱                   |
| 1990 | 笑傲江湖           | 令狐沖            | 16,052,552 （1990年第12位）   | 領銜主演、主唱                               |
| 1990 | 紅場飛龍           | 姚龍              | 11,634,700 （1990年第24位）   | 領銜主演、作曲、作詞、主唱                   |
| 1990 | 新半斤八兩         | 喪標              | 26,348,460 （1990年第3位）    | 領銜主演、作曲、作詞、主唱                   |
| 1993 | 花田囍事           | 周通              | 35,481,480 （1993年第2位）    | 領銜主演、作曲                               |
| 1993 | 水滸笑傳           | 武松              | 12,960,082 （1993年第25位）   | 領銜主演、作曲、作詞、主唱                   |
| 2000 | 大贏家             | 黃大千            | 10,030,582 （2000年第12位）   | 特別演出、作曲                               |

## 電視节目（TVB）
- 1967至1970年： 《Star Show》，蓮花樂隊（Lotus）主持
- 1971至1972年： 《雙星報喜》，許冠文及許冠傑主持
- 1974年：《阿Sam半小時》
- 2024年：《慈善星輝仁濟夜》[25]
- 2024年：《最緊要許冠傑音樂特輯》

## 影視媒體形象
- 《影城大亨》：2000年電視劇，由鄭維朗飾演許有榮，原型為許冠傑。
- 《鬼馬狂想曲》：2004年電影，由古天樂飾演傑，模仿許冠傑。
- 《香港亂噏》：2009年政治戲仿節目，由盧海鵬扮演許灌杰，模仿許冠傑。
- 《荃加福祿壽》：2010年綜藝節目，由袁偉豪扮演許半傑，模仿許冠傑。
- 《Sunday扮嘢王》：2014年綜藝節目，由周子揚扮演阿Sam，模仿許冠傑。
- 《牛仔返嚟喇！》：2025年動畫短片，許冠傑以動畫角色形象出現於短片中。

## 外部連結
- 許冠傑國際歌影迷會（页面存档备份，存于）
- 許冠傑的Facebook專頁
- 許懷欣的Facebook專頁
- 許冠傑的Instagram帳戶
- 許冠傑在互联网电影资料库（IMDb）上的資料（英文）
- 許冠傑在香港影庫上的簡介
- 許冠傑在豆瓣上的资料（简体中文）
- 許冠傑在时光网上的簡介（简体中文）